# Anillomyrma tridens
Anillomyrma tridens är en myrart som beskrevs av Bolton 1987. Anillomyrma tridens ingår i släktet Anillomyrma och familjen myror. Inga underarter finns listade i Catalogue of Life.

## Bildgalleri

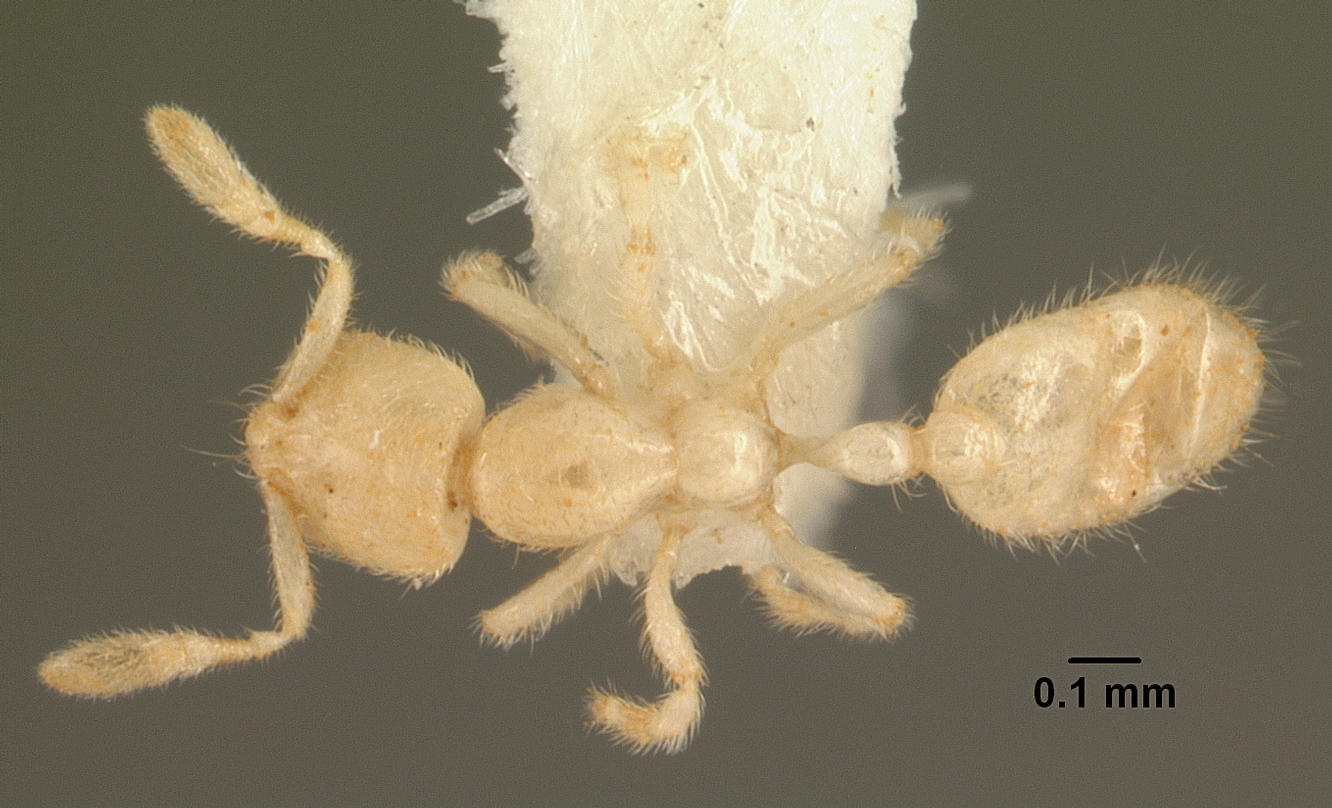
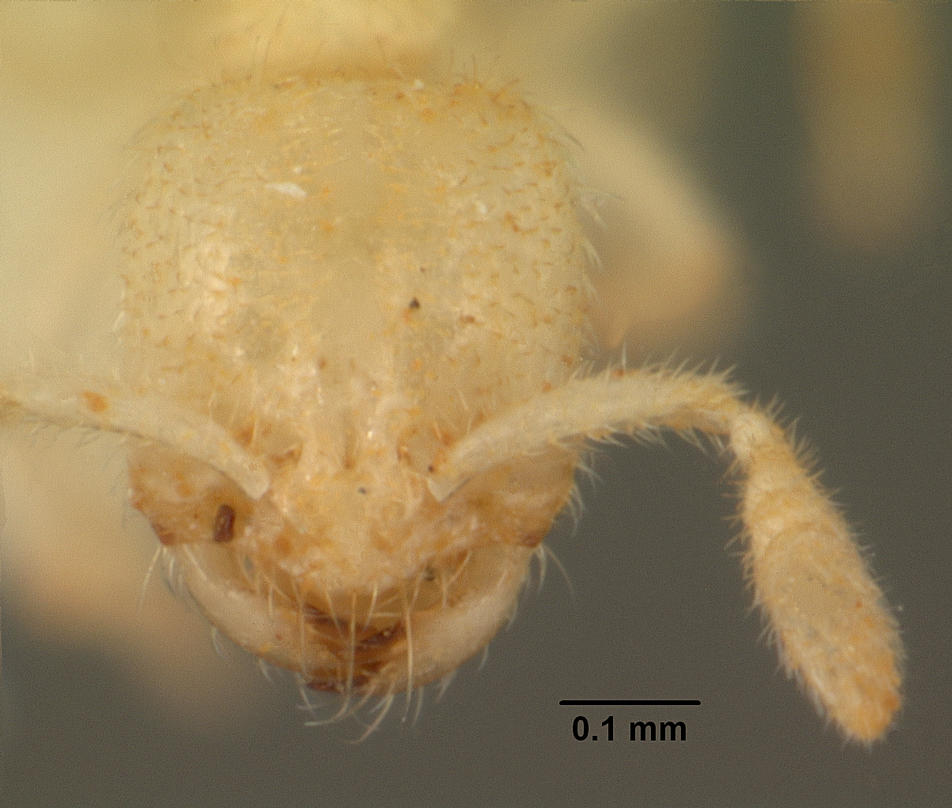
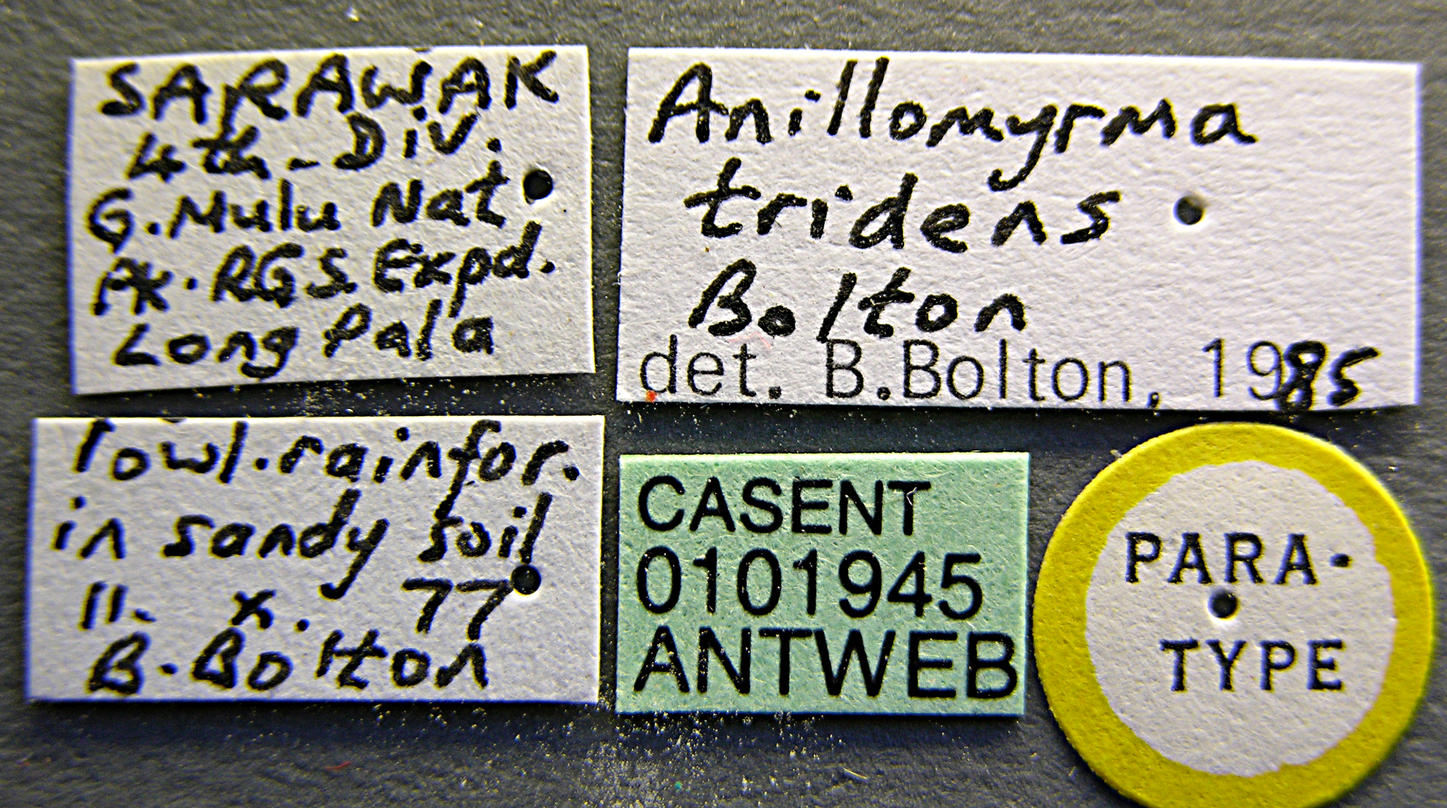
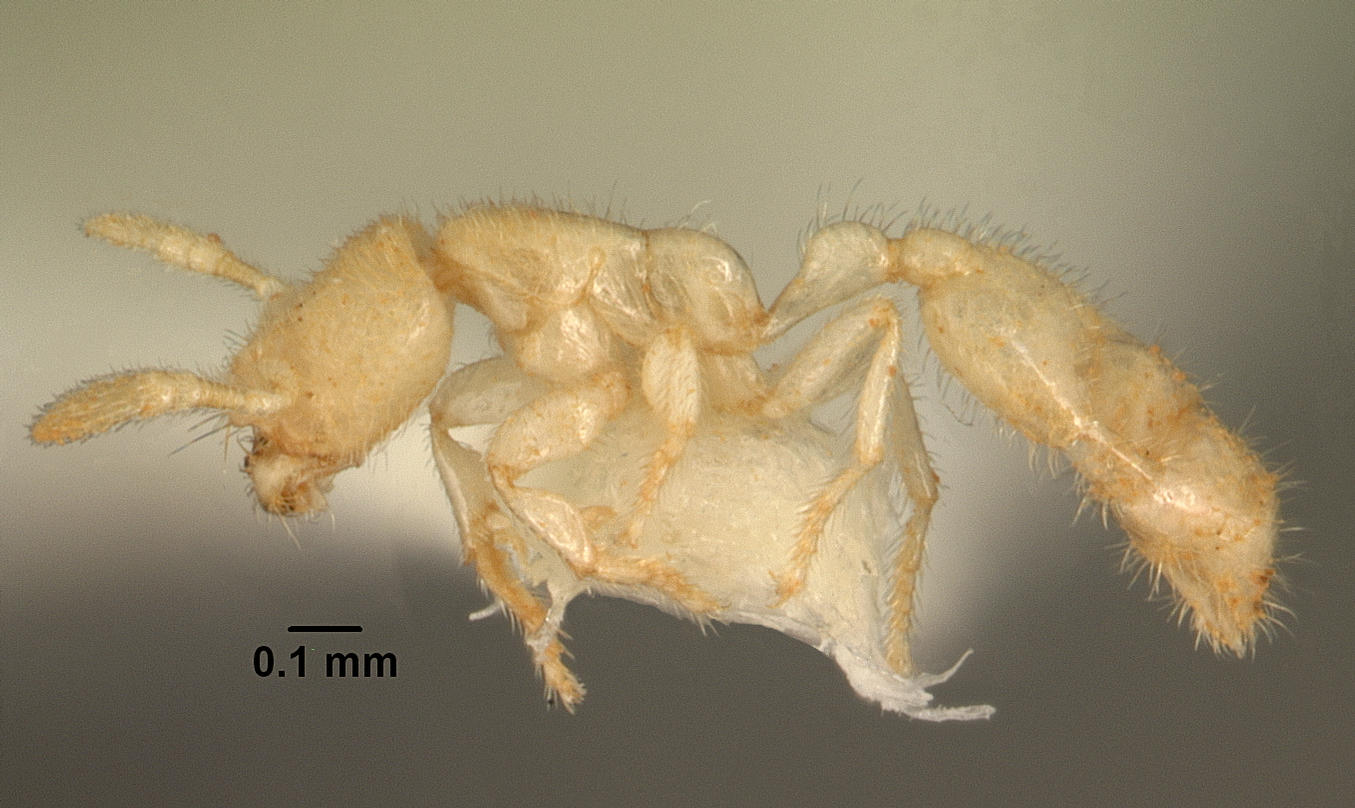
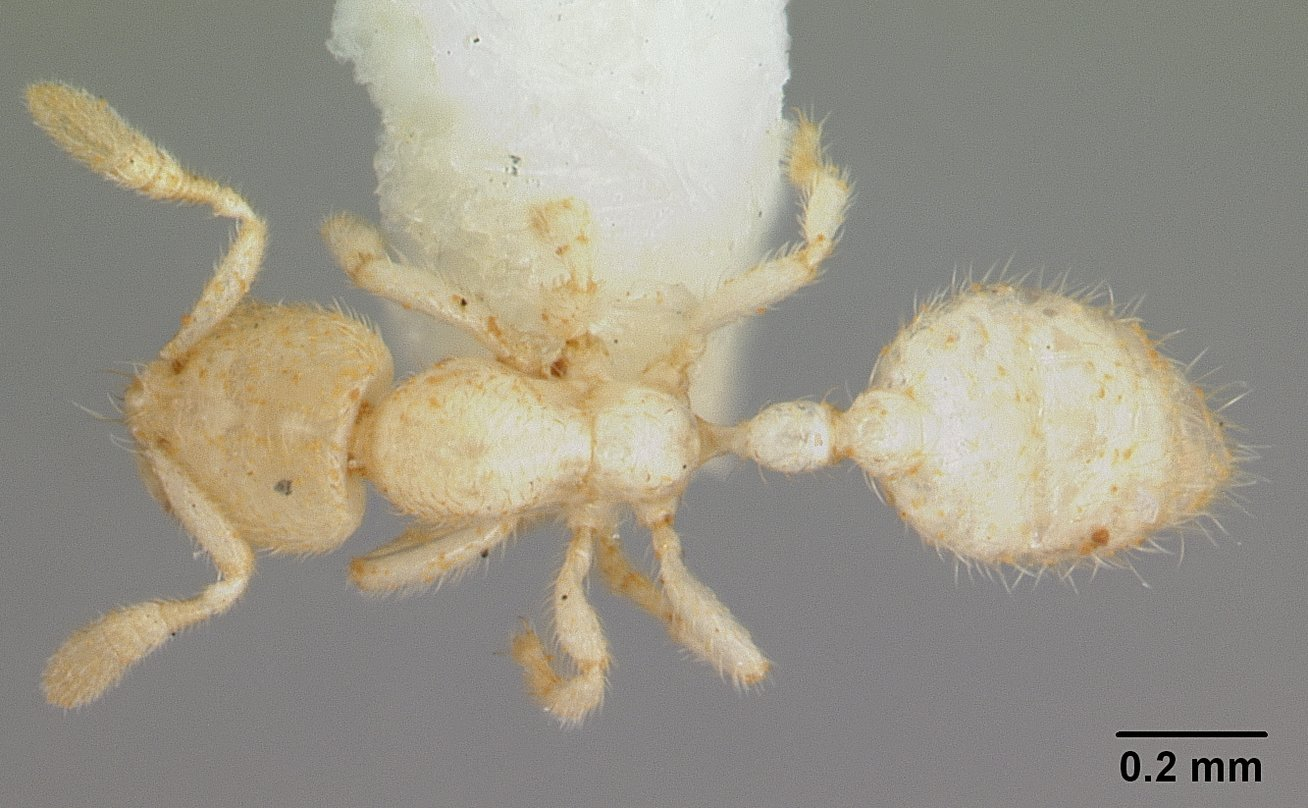
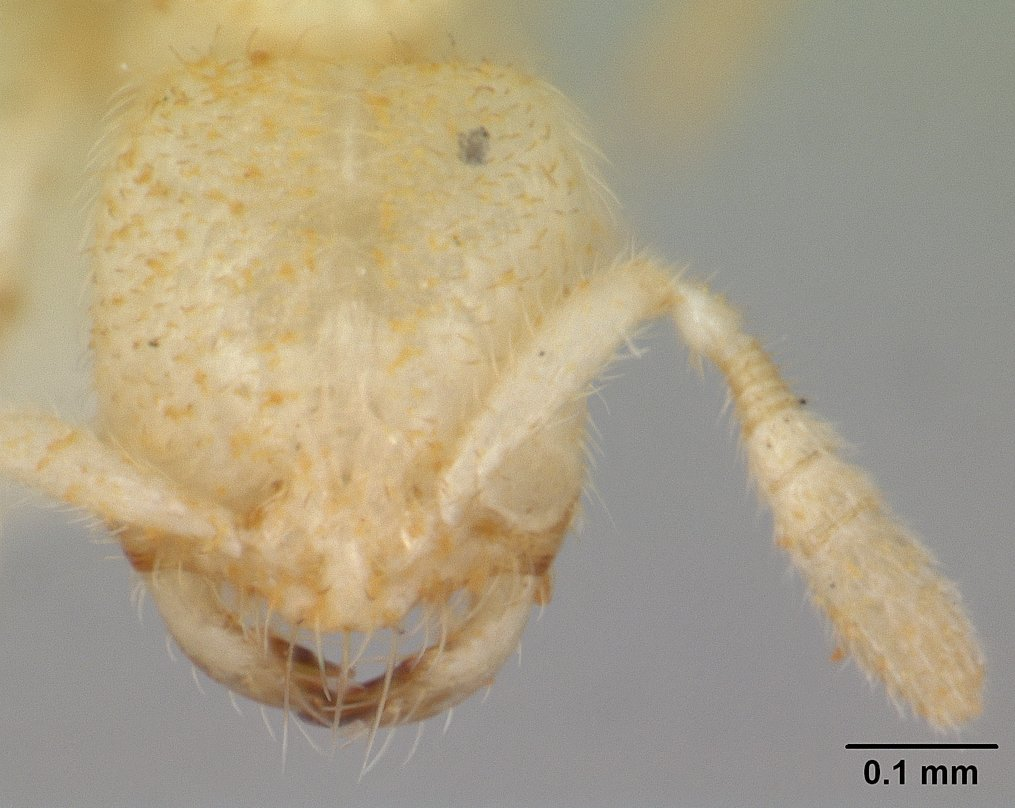